# 夛川王彦
夛川 王彦（たがわ きみひこ、1980年6月26日 - ）は日本の作曲家。
奈良県出身。大谷大学短期大学部卒業、京都造形芸術大学卒業。現代音楽、アンサンブルなどを主に作曲。

## 来歴・作風
- 1999年 - 「夢心地の恋風」で第5回神戸音楽倶楽部音楽コンクール作曲部門にて銀賞受賞。
- 学校の吹奏楽部や一般団体からの委嘱作品としてアンサンブル作品などを多数作曲。
- 身体表現や映像、朗読などとコラボレーションしたり、視覚的な要素を含めた表現で現代音楽の作品を制作（奈良新聞より）。
- 言語や画像等音符以外で記譜された楽譜を用いて即興で演奏する音楽、コンピューターによって処理・録音された音楽などを制作・発表。（NHK奈良「ならナビ」より）
- 保育所のテーマソングや公共施設の記念曲なども制作。
- 秋山紀夫の喜寿を祝福する楽曲を提供。
- 片岡祐介より委嘱を受けた作品を共演。
- 2011年、デザイン・フェスタvol.33に出演。
- 2012年、デザインフェスタvol.35に出演。

## 主な作品
- 夢心地の恋風（ピアノ、1999年） - 第5回神戸音楽倶楽部音楽コンクール作曲部門銀賞受賞作品
- その歩みへのトリビュート（金管合奏、2003年） - 防府市成人式祝典ファンファーレ
- ドリーム～ゆめがかなううた（テーマソング、2005年） - 精華町立保育所テーマソング
- Experimental Music-Visual edition（ピアノ・打楽器、2005年）
- その風と…さくら吹雪（木管七重奏、2006年） - 秋山紀夫の喜寿祝福作品
- seses（現代音楽、2007年） - 録音作品「seses」
- 「二人の魔法使いの修行」（ピアノ・卓上木琴、2008年） - 片岡祐介からの委嘱作品。
- 始動～歴史を紡ぐ一歩（吹奏楽／オーケストラ、2009年） - 平城遷都1300年祭奈良市市民連携企画事業「歴史・文化・自然に出逢うならめぐり」公式テーマ曲
- 躍如伝説（ソプラノリコーダー独奏、2010年）
- 暗雲に舞い散る星（ソプラニーノリコーダー独奏、2010年）
- Festival Arabesque（ソプラニーノリコーダー独奏、2010年）
- COSMOSCAPE（リコーダー独奏、2011年）
- Kindness（混合アンサンブル、2011年）
- 水仙の生け花（木管三重奏、2014年）
- もう一つの黎明（吹奏楽、2016年）上宮中学校・高等学校吹奏楽部委嘱作品
- “あか”の舞～祀祭の彩り～（吹奏楽、2017年）上宮中学校・高等学校吹奏楽部委嘱作品

など

## 著書
- 『九つの影』kindle版
- 『九つの影…その後』kindle版
- 『表現してみよう！～芸術を通して感じること～』kindle版
- 『知ってほしい、発達障害―「本人目線」を最重視する「生活モデル」の観点から―』實寶綜業、2014
- 『子育て支援を語る: 地域子育て支援拠点事業を中心に』實寶綜業、2014
- 『フクシのシカク』實寶綜業、2014